# لئون بوتا
لئون بوتا (به انگلیسی: Leon Botha) (زاده: ۴ ژوئن ۱۹۸۵، درگذشته: ۵ ژوئن ۲۰۱۱)، نقاش و دی‌جی اهل آفریقای جنوبی بود. او به پیری زودرس مبتلا بوده و در میان مبتلایان به این بیماری، جزو یکی از افرادی بود که بیشترین عمر را کرده است.